# Betzefer
Betzefer ist eine Groove-Metal-Band aus dem israelischen Tel-Aviv, die im Jahr 1998 gegründet wurde.

## Geschichte
Die Band wurde im Jahr 1998 von Sänger Avital Tamir, Gitarrist Matan Cohen und Schlagzeuger Roey Berman gegründet. Die Band wurde anfangs nur für einen Auftritt an ihrer Schule gegründet (daher auch der Name Betzefer: von hebräisch בֵּית סֵפֶר Beit Sefer, deutsch ‚Buchhaus‘, sinngemäß ‚Schule‘). Daraus entwickelten sich weitere Auftritte in verschiedenen, lokalen Clubs. Im Jahr 2000 erschien die erste EP namens Pitz Aachabar. Im Folgejahr erschien eine weitere EP namens Some Tits, But No Bush.
Im Jahr 2003 erschien mit New Hate die nächste EP. Im selben Jahr stieß auch Bassist Rotem Inbar zur Band. Sven „Svencho“ de Caluwé, ein Freund der Band und Sänger der Band Aborted, wurde auf Betzefer aufmerksam und nahm Kontakt mit Produzent Kris Belaen auf. Die Band reiste nach Belgien, um dort ihr Debütalbum Down Low aufzunehmen. Zudem spielte die Band in den Niederlanden als Eröffnungsband für Fear Factory und erreichten einen Vertrag mit Roadrunner Records, bei dem das Album veröffentlicht werden sollte. Abgemischt wurde es von Tue Madsen (Mnemic, The Haunted, Illdisposed).
Ende Mai 2005 folgten Auftritte in Deutschland zusammen mit Ektomorf und Soulfly. Anfang Juni wurde das Album Down Low veröffentlicht. Im Anschluss dessen folgten internationale Touren mit Soulfly, Lamb of God und Sepultura.
2008 begab sich die Band wieder ins Studio und nahm das zweite Album Freedom to the Slave Makers auf. Erst Anfang Februar 2011 wurde das Album über AFM Records veröffentlicht. 2013 erschien über Steamhammer/SPV das nächste Album The Devil Went Down to the Holy Land.
2016 veröffentlichte die Band mit dem Video zu Never Been einen ersten Song mit dem neuen Sänger Aharon Ragoza.

## Stil
Charakteristisch für die Band ist der raue Gesang, der jedoch auch melodische Passagen aufweist. Ein weiteres Merkmal sind die groovenden Passagen in den Liedern. Die Werke von Betzefer werden mit denen von Pantera und Sepultura verglichen.

## Diskografie
- 2000: Pitz Aachbar (EP, Eigenveröffentlichung)
- 2001: Some Tits, But No Bush (EP, Eigenveröffentlichung)
- 2003: New Hate (EP, TwoFatMan)
- 2005: Down Low (Roadrunner Records)
- 2011: Freedom to the Slave Makers (AFM Records)
- 2013: The Devil Went Down to the Holy Land (Steamhammer)
- 2018: Entertain Your Force of Habit (Metalville)